# 中银航空租赁
中银航空租赁有限公司，簡稱中银航空租赁（BOC Aviation，港交所：2588）, 前身是新加坡飞机租赁公司(SALE)，2006年底，中国银行通过旗下子公司收购并更改为现名。总部位于新加坡，在伦敦、都柏林、西雅图设有办事处，与全球70多家航空公司有业务往来。

## 机队
中银航空租赁现有和代管飞机127架，平均机龄少于4年；已订购而尚未交货的飞机共84架。
| 机种            | 自有 | 代管 | 已订购尚未交货 |
| --------------- | ---- | ---- | -------------- |
| 空客A320家族    | 50   | 10   | 102            |
| 空客A330家族    | 0    | 8    | 5              |
| 新一代波音737   | 41   | 3    | 77             |
| 波音737 Classic | 1    | 0    | 0              |
| 波音747-400货机 | 1    | 0    | 0              |
| 波音777家族     | 11   | 2    | 0              |
| C919            | 0    | 0    | 20             |
| 合计            | 104  | 23   | 84             |

## 历史
被收购前新加坡航空租赁公司的股份构成:
- 新加坡航空 (35.5%)
- 西德意志州立银行 (35.5%)
- 新加坡政府投资公司 (14.5%)
- 淡马锡控股 (14.5%)

2006年12月15日, 中国银行耗资9.65亿美元收购了上述四家公司的所有股份；2007年7月2日，公司正式更名为“中银航空租赁”。
2019年5月30日，中銀航空租賃公布，交付第350架空中巴士飛機。公司交付的是一架空中巴士A320NEO飛機，並已租賃予TAP葡萄牙航空公司。飛機是由CFM Leap發動機提供動力。公司總經理兼首席執行官Robert Martin表示，此次交付是公司機隊發展史上的又一重大里程碑，公司也在繼續加強高效的新技術飛機組合；而空中巴士歷來都是公司重要的合作夥伴。他補充，非常高興能支持TAP葡萄牙航空公司擴大及更新機隊，並繼續密切合作。
2025年3月31日，中銀航空租賃宣布，已與波音達成訂購50架737 MAX 8的協議，同日也宣布，將向空巴購買70架A320NEO系列飛機